# Taulant Sefgjinaj
Taulant Sefgjinaj (ur. 21 lipca 1986 w Laçu) – albański piłkarz.